# Летбридж, Роберт
Роберт Летбридж (англ. Robert Lethbridge; род. 24 февраля 1947, Нью-Йорк) — американский исследователь французской литературы и искусства, профессор.

## Карьера
Родился в США в 1947 году. Получил степень бакалавра в Университете Кента в Кентербери в 1969 году, затем степень магистра в Университете МакМастера в 1970 году и учёную степень Доктора философии в Колледже Святого Иоанна в Кембридже в 1975 году.
Как учёный Летбридж наиболее связан с Колледжем Фицуильяма, где он занимался исследовательской работой с 1973 по 1994 годы, преподавал с 1975 по 1992 годы (в том числе как старший преподаватель с 1982 по 1992 годы), а с 1994 года являлся пожизненным членом колледжа. Затем он отправился в Лондонский Университет Ройял Холлоуэй (англ. Royal Holloway) в качестве Профессора, где занимал должности Руководителя кафедры (1995-97), декана Высшей школы (1997-98) и заместителя директора университета по академической части (1997—2002), приглашённого профессора (2003—2005), почётного профессора (с 2005 г.). В 2005 году он вернулся в Колледж Фицуильяма как магистр,  а позже ушел на пенсию в октябре 2013 года. Он проводит исследования и обучает аспирантов совместно с Кембриджским университетом и Департаментом Франции, где он преподавал до 1994 года. Является Почетным профессором французской Литературы XIX века в университете. Его главный интерес — вторая половина XIX века во Франции и, в частности, отношения между литературой и изобразительным искусством в этот период. В 2013 году в Королевской академии художеств он выступил с лекцией на тему Мане и писателей того времени.
Он был приглашённым профессором в Калифорнийском университете в Санта-Барбаре и Мельбурнском университете, в настоящее время занимает должность эмерита французского языка и литературы в Лондонском университете.
В период между 2001 и 2006 годами он был почётным президентом общества Dix-neuvièmistes, основанного в Дублине в 2001 году, в основном состоящего из британских и ирландских ученых, заинтересованных в XIX веке во Франции. В 2012 году награждён орденом Академических пальм командорской степени, учреждённым в 1955 году для вознаграждения за заслуги во французской культуре и науке (кавалер ордена с 1988 года).
В 2010—2013 годы, кроме того, он был проректором Gates Cambridge Trust.
В 2012 году после того, как Гонка на лодках между университетами Оксфорда и Кембриджа была прервана протестующим против элитарности, Летбридж в Daily Mail сильно раскритиковал левых политиков за критику в адрес Кембриджского университета, сказав, что всё было наоборот, противоположностью элитариям, что так и не смогли «примерить сложно». Он назвал критиков «ленивыми» и «неосведомлёнными».

## Публикации
- Мопассан: Pierre et Jean (1984);
- Золя и Ремесло Фантастики (изд. 1990);
- Художественные Отношения, Литература и изобразительное Искусство в XIX Веке во Франции (1994);
- Выпуски новеллы Ги де Мопассана (2001) и Эмиля Золя (1995, 2000, 2001).